# Juz' de Muruh
El Juz de Muruh fou un dels dotze ajzà o demarcacions territorials rurals d'època musulmana en què es dividia l'illa de Mallorca. El nom correspon al municipi de Muro.
Comprenia, a grans trets, els actuals termes de Muro, Santa Margalida, Llubí i Maria. Fins al segle xix, Llubí depengué de Muro i Maria de Santa Margalida, mentre que la divisió entre Muro i Santa Margalida es materialitzà ja en la butla del papa Innocenci IV de 1248, però durant un temps foren anomenats Sant Joan de Muro i Santa Margalida de Muro. Una part de les seves terres eren producte de la dessecació de part de l'Albufera, i segons una hipòtesi, d'aquí podria venir el nom del districte, una transcripció errònia de muruj (àrab: مُرُوج), plural de marj 'prat'.
Després de la conquesta catalana a partir de 1229, les seves terres es repartiren entre els conqueridors, i el juz de Muruh caigué en la porció del comte Ponç d'Empúries, qui, al seu temps, cedí la meitat del districte a Bernat Descoll, anteriorment abat de Sant Feliu. Fins al segle xiv, bona part de les terres de l'antic districte eren en mans dels Torrella.
La tradició historiogràfica anomenava erròniament el districte de Muro amb el nom d'Algebelí. Aquest relat, avui en dia obsolet, té a l'origen la identificació de l'alqueria d'Algebelí en la vila de Muro obra de l'historiador Joan Binimelis, i continuat per homes de prestigi com el cardenal Despuig, Jeroni de Berard i Joaquim Maria Bover. En realitat, aquesta identificació és impossible, perquè l'alqueria d'Algebelí correspongué a la partida del rei, mentre que tot el districte de Muro correspongué al comte d'Empúries. L'alqueria d'Algebelí es correspon, en realitat, amb la possessió de Gabellí, dins el terme de Campanet, que en el Repartiment fou assignat a la part reial. L'agrupació folklòrica Revetla d'Algebelí de Muro deu el seu nom a aquesta tradició historiogràfica.